# Asymptot

Funktionen 1/x har koordinataxlarna som asymptoter.

Inom matematiken är en asymptot en rät linje (eller annan enkel kurva) som en funktion närmar sig allt mer när man närmar sig definitionsmängdens gränser eller vissa punkter i definitionsmängden. Huvudsakliga användningsområdet är att approximera hur en funktion uppför sig i något område (vanligen då variabeln är mycket stor, det vill säga går mot oändligheten).

## Lodrät asymptot
Uppträder då funktionen har en pol i en punkt. Exempel inkluderar f(x) = 1 / (x 2 - 1), som har en lodrät asymptot i x = 1 och en i x = - 1. f(x) = (x 3 - 1) / (x 2 - 1) har bara en lodrät asymptot i x = - 1 då gränsvärdet för f(x) då x går mot - 1 från vänster och höger är oändligheten. Denna funktion har ingen asymptot i x = 1 för att dess gränsvärde är 3/2 då x går mot 1.
Med andra ord, en lodrät asymptot kan finnas i de x-värden som gör nämnaren i en funktion lika med 0. Till exempel för funktionen f(x) = 1 / (x 2 - 1) så finns asymptoter i x=1 och x=-1 eftersom nämnaren då blir 1 2 - 1 = 0. Obervera att det inte måste finnas någon lodrät aymptot där nämnaren är noll. T.ex. så har inte funktionen {\displaystyle f(x)={\frac {\sin {(x)}}{x}}} en lodrät asymptot i {\displaystyle x=0}, då {\displaystyle \lim _{x\rightarrow 0}={\frac {\sin {(x)}}{x}}=1}. Linjen {\displaystyle x=a} är en lodrät asymptot till en funktionskurva {\displaystyle y=f(x)} om.
{\displaystyle f(x)\rightarrow \infty \lor f(x)\rightarrow -\infty {\text{ då }}x\rightarrow a^{+}\lor x\rightarrow a^{-}}

## Vågrät asymptot
Om funktionen f(x) har ett gränsvärde a då x går mot plus (minus) oändligheten, så är y = a en vågrät linje och en vågrät asymptot till f.
Med andra ord, vågräta asymptoter existerar i funktioner där täljaren och nämnaren har samma grad, till exempel f(x) = (x 2 + 2) / (x 2 - 1) där graden i både täljaren och nämnaren är 2; x 2. Vågräta asymptoter existerar även i funktioner där nämnaren har högre grad än täljaren, till exempel f(x) = (x + 2) / (x 2 - 1) där graden i nämnaren är 2; x 2 och graden i täljaren är 1. 
Y-värdet för asymptoten kan bestämmas genom att undersöka gränsvärdet för funktionen där x går mot oändligheten. Till exempel
{\displaystyle \lim _{x\to \infty }f(x)=\lim _{x\to \infty }(x+2)/(x^{2}-1)}

## Sned asymptot

Funktionen 1/x + x har en sned asymptot (som den närmar sig då x går mot såväl den positiva oändligheten som den negativa).

För vissa funktioner gäller att f(x) beter sig ungefär som en linjär funktion då x går mot oändligheten. Denna linjära funktion kallas för en sned asymptot. Enklast beräknas den genom att ansätta den linjära funktionen ax + b och lösa ekvationen 
{\displaystyle \lim _{x\to \infty }\left(f(x)-(ax+b)\right)=0}
för konstanterna a och b.
Med andra ord, sneda asymptoter existerar i funktioner där täljaren har högre grad än nämnaren, till exempel f(x) = (x 2 + 2) / (x - 1) där täljarens grad är 2 och nämnarens grad är 1.
Den sneda asymptotens ekvation y = k×x+m fås genom att bestämma k-värdet (linjens lutning) genom
{\displaystyle k=\lim _{x\to \infty }{\cfrac {f(x)}{x}}}
och sedan bestämma m-värdet (där linjen y = k×x + m skär y-axeln) genom sambandet
{\displaystyle m=\lim _{x\to \infty }f(x)-k\cdot x}

## Asymptotiska kurvor
För att beskriva en funktions beteende för stora värden på variabeln, räcker det ibland inte med raka asymptoter. I likhet med fallet 'sned asymptot' säger man att en given kurva y = g(x) är asymptotisk till funktionen f(x) om 
{\displaystyle \lim _{x\to \infty }\left(f(x)-g(x)\right)=0}.
Exempelvis har f(x) = x2(1 - 1 / x3) + e-x en asymptotisk kurva i form av y = x2, då x går mot positiva oändligheten.